# Wojszyn (Lublin)
Pour les articles homonymes, voir Wojszyn.
Wojszyn (prononciation [ˈvɔi̯ʂɨn]) est un village de la gmina de Janowiec du powiat de Puławy dans la voïvodie de Lublin, situé dans l'est de la Pologne.
Il se situe à environ 5 kilomètres au nord-est de Janowiec (siège de la gmina), 8 kilomètres au sud de Puławy (siège du powiat) et 46 kilomètres à l'ouest de Lublin (capitale de la voïvodie).
Le village comptait approximativement une population de 750 habitants en 2013.

## Histoire
De 1975 à 1998, le village est attaché administrativement à l'ancienne voïvodie de Lublin.

Depuis 1999, il fait partie de la nouvelle voïvodie de Lublin.